# 陳博生
陈博生（1891年11月5日—1957年8月13日），譜名溥贤，字明溥，號博生，笔名渊泉，福州闽侯人，中国记者、政治人物。他是五四运动前后将马克思主义介绍入中国的重要人物。

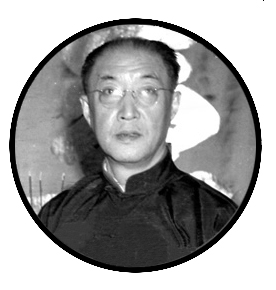

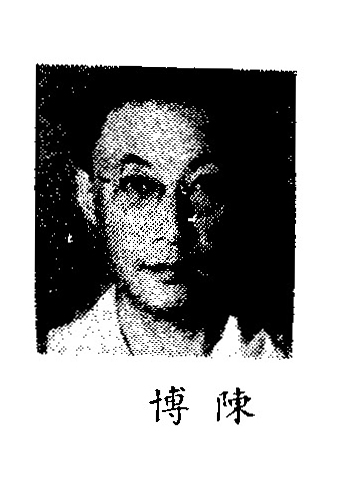
制憲國民大會代表陳博生

## 生平[2]
陳博生畢業於東京第一高等學校－早稻田政治系。在日本期间，他和李大钊均为留日学生总会文事委员会委员，并且均为1916年春设立的中国经济财政学会责任委员（责任委员共有六位）。民國成立后，任国会众议院任秘书。毕业后，他在欧洲和美国游学。1916年前后，他归国，和李大钊一起进入了《晨钟报》（为《晨报》前身）社任编辑，后任《晨报》主笔。1918年底，他作为《晨报》特派员赴日本，观察巴黎和会前日本朝野态度，采访吉野作造等人的“黎明会”和日本社会主义思想及工人运动的状况。
五四运动前夕，陈溥贤归国，从1919年4月起以“渊泉”为笔名撰写文章介绍日本社会主义思潮以及马克思主义。1919年5月，他任《晨报》总编。1919年7月至8月，他再次以特派员身份赴日本东京进行采访报道。1920年底，他作为《晨报》驻英国特派员赴英国，他也因此而成为中国报界首位驻欧洲特派员。1922年他归国，在北京《晨报》继续任职。1924年，他因为抨击冯玉祥所部国民军而遭到冯玉祥所部缉捕。1928年，《晨报》停刊，他随张学良到中国东北，此后任《民言报》主笔、东北边防军司令长官公署顾问等职。1928年6月游学欧洲，入英国伦敦政治经济学院学习。1930年，他任北平《晨报》社社长。1930年1月30日，中国民权保障同盟会北平分会成立，胡适、成舍我、陈博生、徐旭生、许德珩、任叔永、蒋梦麟、李济之、马幼渔当选执行委员。
后来他加入了中国国民党的中央通讯社，1936年5月任该社驻日本东京特派员（刘尊棋为助手），籌設中央社第一個國外分社－東京分社，引起國內新聞界之重視。抗日战争爆发后，他回国，任中央通讯社总编辑。1938年到1948年，他任国民参政会参政员。1940年12月，他改任《中央日报》（重庆版）社长兼主笔。1942年后，他仍任中央通讯社总编辑。抗日战争胜利后，他代表中央通讯社参加了在东京湾密苏里号军舰上举行的受降仪式。 
1946年，他任制宪国民大会代表。1948年后，他任中华民国立法委员。1949年，他随中央通讯社撤往台湾。1950年6月，他辞去中央通讯社总编辑职务。
1957年8月13日，他在台湾逝世，蔣總統提頌黨論流徽輓詞，以哀悼念。。

## 著作
陳溥賢当记者和主笔时在各报刊登的文章非常多。以下部分文章经学者石川禎浩考证，认为均是陳溥賢的著作：
- 渊泉，日本贵族院旁听记，晨报1919年2月8日
- 渊泉 译，近世社会主义鼻祖马克思之奋斗生涯，晨报副刊1919年4月（原著为河上肇，马克思的《资本论》，载 社会问题管见， 1918年）。
- 渊泉 译，马克思的唯物史观，晨报副刊1919年5月（原著为河上肇，马克思的社会主义理论体系其二，载 社会问题研究第2号，1919年2月）
- 食力 译，劳动与资本，晨报副刊1919年5月（原著为马克思《雇佣劳动与资本》，根据河上肇的日译本《劳动与资本》转译。马克思著，河上肇译，劳动与资本，载 社会问题研究第4号）
- 渊泉 译，马氏资本论释义，晨报副刊1919年6月-11月（原著为考茨基《卡尔·马克思的经济学说》，根据高畠素之的日译本《马克思资本论解说》转译。马克思著，高畠素之译，马克思资本论解说，1919年5月）
- （无译者署名），马氏唯物史观的批评，晨报副刊1919年7月（原著为贺川丰彦，唯心的经济史观之意义，改造1919年7月号）
- （无译者署名），马氏唯物史观概要，晨报副刊1919年7月（原著为堺利彦，唯物史观概要，社会主义研究第1卷第1号，1919年4月
- 陈溥贤，英国下院旁听记，晨报1921年6月2日起连载

他还有若干专著，比如：
- 考茨基著，陈溥贤译，马克思经济学说，上海：商务印书馆，1920年9月
- 陈博生，国家总动员方案与日本政局之动向，1938年
- 陈博生，敵情研究，中央訓練團, 1939年